# Airbus A310
Airbus A310 (фр.: [ɛʁbys] ( прослухати), укр. Ерб́юс, англ. вимова: [ˈɛərbʌs] — укр. Ейрб́ас) — транспортний літак великої місткості та середньої дальності.
Airbus A310 був розроблений європейським авіабудівним концерном Airbus Industrie на основі моделі Airbus A300, але відрізняється від неї укороченим фюзеляжем, модернізованим шасі та хвостовим оперенням.

## Історія
Програма створення літака A310 стартувала в липні 1978 року. Спочатку було розроблено дві версії Airbus A310: A310-100 з дальністю польоту 3700 км і A310-200 з дальністю польоту 5500 км. Остання стала серійною.
Перший політ дослідного літака A310-200 відбувся 3 квітня 1982 року, регулярна експлуатація почалася у квітні 1983 року. У березні 1983 року консорціум розпочав розробку варіанту A310-300 для авіації великої протяжності.
Основна відмінність літака A310-300 від вихідного полягає в наявності додаткового паливного бака місткістю 6100 л в горизонтальному оперенні і застосуванні автоматизованої системи перекачування палива. Перший політ дослідного зразка літака відбувся 8 липня 1985 року. Сертифікація літака завершилася в грудні 1985 року, і цього ж місяця перший замовник, швейцарська авіакомпанія Swissair одержала перший літак A310-300.

## Огляд
А310 побудований за аеродинамічною схемою вільнонесного низькоплана. Конструкція суцільнометалева із застосуванням композиційних матеріалів. Фюзеляж типу напівмонокок (конструкція, в якого навантаження несуть як зовнішня тонкостінна оболонка, так і силовий каркас, що підкріплює її) круглого перетину, діаметр 5,64 м. Крило стрілоподібне (28° по лінії чвертей хорд). На A310-300 (з 1986 року і на A310-200) на кінцях консолей крила встановлювалися невеликі стрілоподібні шайби. Вертикальне оперення стрілоподібне, виконано з вуглепластика. Шасі забирається, триопірне, з носовою стійкою. Гальмівні колеса шасі виготовлені з композиційного матеріалу. Силова установка складається з 2 ТРДД PW4156 (CF6-80C2A8), розташованих на пілонах під крилом. Літак оснащений цифровим комплексом авіоніки EFIS і цифровою системою контролю за роботою бортових систем і попередження про відмови ЕСАМ. Інформаційне поле кабіни пілотів побудоване з використанням 4 кольорових багатофункціональних дисплеїв. Існує кілька варіантів компонування пасажирського салону.
Всього виготовлено понад 260 літаків сімейства A310. Поставлявся авіакомпаніям Великої Британії, Йорданії, Китаю, Франції, ФРН, Чехії, Швейцарії (Кожне посилання кожна авіакомпанія). Декілька літаків використовуються як транспортні у ВВС Канади, Таїланду, ФРН і Франції.

## Основні льотно-технічні характеристики

### Аеробус А310-200
Призначення — пасажирський літак для авіаліній середній протяжності.
Розміри:
- Розмах крила — 43,9 м
- Довжина літака — 46,65 м
- Висота літака — 15,81 м

Льотні дані:
- Крейсерська швидкість — 895 км/год
- Дальність польоту — до 6670 км.
- Пасажирів в кабіні трьох класів — 191 чол., у кабіні двох класів — 220 чол., в економічному — 255 чол.
- Максимальна кількість пасажирів — 280 чол.
- Екіпаж — 2 пілоти

Вантажні характеристики:
- Максимальна злітна вага — 164 тонни
- Максимальна посадкова вага — 114 тонн
- Допустиме комерційне завантаження — 32 тонни
- Двигуни — 2 реактивних двоконтурних двигуна

### Аеробус А310-300
Аеробус А310-300 має такі ж льотно-технічні характеристики, як і А310–200, окрім дальності польоту, яка в А310–300 досягає 9540 км.